# Benetton B190
Benetton B190 – samochód Formuły 1 konstrukcji Benettona, zaprojektowany przez Johna Barnarda i Rory'ego Byrne'a. Uczestniczył w sezonie 1990 oraz na początku sezonu 1991.

## Historia
Przed sezonem 1990 w Benettonie doszło do ważnych zmian. Zwolnionych zostało wielu członków departamentu technicznego. Do zespołu z Tyrrella przyszedł Joan Villadelprat. Szef zespołu Flavio Briatore z pomocą Berniego Ecclestone'a zatrudnił w charakterze kierowcy trzykrotnego mistrza świata, Nelsona Piqueta.
Model B190 był następcą dość udanego B189, którym Alessandro Nannini wygrał Grand Prix Japonii 1989. Był napędzany przez silnik Ford HB o pojemności 3,5 litra, wprowadzonym w 1989 roku. Rozwijał on moc 680 KM przy 13000 rpm.
Kierowcy zdobyli w sezonie modelem B190 kilka podiów. Pod koniec sezonu Nannini został ranny w wypadku helikoptera i musiał zakończyć karierę zawodniczą. Zastąpił go Roberto Moreno. W Grand Prix Japonii Benetton odniósł podwójne zwycięstwo. Piquet wygrał również w Grand Prix Australii.
W 1991 roku model pod nazwą B190B uczestniczył w dwóch wyścigach. Zastąpił go Benetton B191.

## Wyniki w Formule 1
| Legenda oznaczeń w tabelach wyników Wyświetl szablon na nowej stronie | Legenda oznaczeń w tabelach wyników Wyświetl szablon na nowej stronie                                                                     |
| Oznaczenie                                                            | Wyjaśnienie |
| --------------------------------------------------------------------- | --- |
| Złoty                                                                 | Zwycięzca lub mistrzostwo |
| Srebrny                                                               | 2. miejsce lub wicemistrzostwo |
| Brązowy                                                               | 3. miejsce lub II wicemistrzostwo |
| Zielony                                                               | Ukończył, punktował (w klasyfikacji generalnej, gdy zdobył co najmniej jeden punkt na przestrzeni sezonu, poza trzema powyższymi opcjami) |
| Niebieski                                                             | Ukończył, nie punktował (w klasyfikacji generalnej, gdy nie zdobył co najmniej jednego punktu na przestrzeni sezonu)                      |
| Czerwony                                                              | Nie zakwalifikował się (NZ) |
| Czerwony                                                              | Nie prekwalifikował się (NPK) |
| Różowy                                                                | Nie ukończył (NU) |
| Różowy                                                                | Niesklasyfikowany (NS) (w klasyfikacji generalnej, gdy nie został sklasyfikowany w żadnym wyścigu sezonu)                                 |
| Czarny                                                                | Zdyskwalifikowany (DK) |
| Czarny                                                                | Wykluczony (WYK/EX) |
| Biały                                                                 | Nie wystartował (NW) |
| Biały                                                                 | Kontuzjowany (K/INJ) |
| Biały                                                                 | Wyścig odwołany (OD/C) |
| Bez koloru                                                            | Został wycofany (WYC/WD) |
| Bez koloru                                                            | Nie przybył (NP/DNA) |
| Bez koloru                                                            | Nie brał udziału w treningach (NT/DNP) |
| Bez koloru                                                            | Nie został zgłoszony (–) |
| Pogrubienie                                                           | Start z pole position |
| Kursywa                                                               | Najszybsze okrążenie wyścigu |
| †                                                                     | Nie ukończył, ale jego rezultat został zaliczony ze względu na przejechanie więcej niż 90% dystansu wyścigu.                              |
| *                                                                     | Sezon w trakcie |
| 1/2/3                                                                 | Punktowana pozycja w sprincie kwalifikacyjnym                                                                                             |
| Lista systemów punktacji Formuły 1                                    | |

| Sezon | Zespół               | Silnik | Kierowcy           | Wyniki w poszczególnianych eliminacjach | Wyniki w poszczególnianych eliminacjach | Wyniki w poszczególnianych eliminacjach | Wyniki w poszczególnianych eliminacjach | Wyniki w poszczególnianych eliminacjach | Wyniki w poszczególnianych eliminacjach | Wyniki w poszczególnianych eliminacjach | Wyniki w poszczególnianych eliminacjach | Wyniki w poszczególnianych eliminacjach | Wyniki w poszczególnianych eliminacjach | Wyniki w poszczególnianych eliminacjach | Wyniki w poszczególnianych eliminacjach | Wyniki w poszczególnianych eliminacjach | Wyniki w poszczególnianych eliminacjach | Wyniki w poszczególnianych eliminacjach | Wyniki w poszczególnianych eliminacjach | Wyniki kierowców | Wyniki kierowców | Wyniki konstruktora | Wyniki konstruktora |
| 1990  |                      |        |                    | Stany Zjednoczone                       | Brazylia                                | San Marino                              | Monako                                  | Kanada                                  | Meksyk                                  | Francja                                 | Wielka Brytania                         | Niemcy                                  | Węgry                                   | Belgia                                  | Włochy                                  | Portugalia                              | Hiszpania                               | Japonia                                 | Australia                               | Pkt.             | Msc.             | Pkt.                | Msc.                |
| ----- | -------------------- | ------ | ------------------ | --------------------------------------- | --------------------------------------- | --------------------------------------- | --------------------------------------- | --------------------------------------- | --------------------------------------- | --------------------------------------- | --------------------------------------- | --------------------------------------- | --------------------------------------- | --------------------------------------- | --------------------------------------- | --------------------------------------- | --------------------------------------- | --------------------------------------- | --------------------------------------- | ---------------- | ---------------- | ------------------- | ------------------- |
| 1990  | Benetton Formula Ltd | Ford   | Alessandro Nannini | -                                       | -                                       | 3                                       | NU                                      | NU                                      | 4                                       | 16                                      | NU                                      | 2                                       | NU                                      | 4                                       | 8                                       | 6                                       | 3                                       | -                                       | -                                       | 21               | 8                | 66 (71)             | 3                   |
| 1990  | Benetton Formula Ltd | Ford   | Roberto Moreno     | -                                       | -                                       | -                                       | -                                       | -                                       | -                                       | -                                       | -                                       | -                                       | -                                       | -                                       | -                                       | -                                       | -                                       | 2                                       | 7                                       | 6                | 11               | 66 (71)             | 3                   |
| 1990  | Benetton Formula Ltd | Ford   | Nelson Piquet      | -                                       | -                                       | 6                                       | DK                                      | 2                                       | 6                                       | 4                                       | 5                                       | NU                                      | 3                                       | 5                                       | 7                                       | 5                                       | NU                                      | 1                                       | 1                                       | 38 (43)          | 3                | 66 (71)             | 3                   |
| 1991  |                      |        |                    | Stany Zjednoczone                       | Brazylia                                | San Marino                              | Monako                                  | Kanada                                  | Meksyk                                  | Francja                                 | Wielka Brytania                         | Niemcy                                  | Węgry                                   | Belgia                                  | Włochy                                  | Portugalia                              | Hiszpania                               | Japonia                                 | Australia                               | Pkt.             | Msc.             | Pkt.                | Msc.                |
| 1991  | Camel Benetton Ford  | Ford   | Roberto Moreno     | NU                                      | 7                                       | -                                       | -                                       | -                                       | -                                       | -                                       | -                                       | -                                       | -                                       | -                                       | -                                       | -                                       | -                                       | -                                       | -                                       | 0 (8)            | 10               | 6 (38,5)            | 4                   |
| 1991  | Camel Benetton Ford  | Ford   | Nelson Piquet      | 3                                       | 5                                       | -                                       | -                                       | -                                       | -                                       | -                                       | -                                       | -                                       | -                                       | -                                       | -                                       | -                                       | -                                       | -                                       | -                                       | 6 (26,5)         | 6                | 6 (38,5)            | 4                   |